# Departamento de Caupolicán
El Departamento de Caupolicán fue una antigua división territorial de Chile, que perteneció originalmente a la Provincia de Colchagua, y desde 1934, a la Provincia de O'Higgins. La cabecera del departamento fue la ciudad de Rengo. Actualmente se corresponde con la zona sur de la provincia de Cachapoal, en la Región de O'Higgins.

## Historia
El Diccionario Geográfico de Francisco Astaburuaga dice sobre Caupolicán:

Uno de los dos en que se divide la provincia de Colchagua. Tiene por capital la ciudad de Rengo y 75,945 habitantes de población. Confina al N. con los departamentos de Rancagua y Cachapual por el río de este nombre, desde su origen hasta su confluencia con el Tinguiririca; al S. y SO., con el de San Fernando por la rama de sierra que, desde el Alto de los Mineros, en los Andes, corre hacia el O. hasta la angostura de Regolemo, y continúa por la cima de los cerros de Tambo y de Yaquil hasta la parte inferior del río Tinguiririca, y por éste hasta dicha su confluencia; y al E., con la cumbre de los Andes. Ocupa un territorio de 3,651 kilómetros cuadrados de superficie en su mayor parte plana y de campos bien cultivados, que producen con abundancia toda clase de frutos agrícolas y sostienen numerosos ganados. Lo riegan los ríos que lo limitan, los del Claro de Rengo y de Talcarehue, y varias otras cortas corrientes. Se divide en 15 subdelegaciones, comprendiendo: las nombradas de Rengo y de la Isla, el territorio del municipio de su capital; las de Coinco y Olivar, el de la municipalidad de Coinco; la de Chanquiahue, el de la de este nombre; las de Malloa y Panquehue, el de la de Malloa; las de Huique y Pichidegua, el de la de esta última denominación; la de Guacarhue, el de la de la Quinta; los de Pichiguao y Requinua, el de la de este último nombre; las de Pencahue y Taguatagua, el de la de San Vicente; y la de Zúñiga, el de la de este título. Cada una de ellas contiene poblaciones, que les dan sus respectivos nombres, y juntamente otras aldeas ó caseríos: los de los Baños de Cauquenes, Gultro, Larmahue Viejo, Lirios, Pelequén, Quinta, Rosario, San Vicente, Tilcoco, Tunca, &c. Este departamento formaba en 1826, al crearse su primitiva provincia, el antiguo partido de Colchagua en unión con el de San Fernando, hasta que, por acuerdo de la asamblea provincial de 17 de setiembre de 1831, se dividió en los dos de esas denominaciones. Al actual se le dió el título por el nombre del célebre toqui ó caudillo araucano del principio de la conquista: nombre formado de queupy, ágata negra, y de lican, cristal de roca, alterado por los españoles en Caupolicán.

## Límites
El Departamento de Caupolicán limitaba:
- al norte con el río Cachapoal y el Departamento de Rancagua.
- al oeste con el río Cachapoal y el Departamento de Cachapoal (capital Peumo).
- al sur con el Departamento de San Fernando.
- al este con la Cordillera de Los Andes y la República Argentina.

## Subdivisiones
Hacia fines del siglo XIX, el departamento de Caupolicán se integraba por 15 subdelegaciones y 9 comunas:
| Municipalidad | Subdelegaciones                  |
| ------------- | -------------------------------- |
| Rengo         | 1a. Rengo, 2a. La Isla           |
| Chanqueahue   | 3a. Chanqueahue                  |
| Requínoa      | 4a. Pichiguao, 5a. Requínoa      |
| Coínco        | 6a. Olivar, 7a. Coínco           |
| Quinta        | 8a. Guacarhue                    |
| Zúñiga        | 9a. Zúñiga                       |
| Pichidegua    | 10a. Pichidegua, 15a. Huique     |
| San Vicente   | 11a. Pencahue, 12a., San Vicente |
| Malloa        | 13a. Malloa, 14a. Panquehue      |

En 1925, las comunas de San Vicente, Pichidegua, Zúñiga y Huique se separan para formar el Departamento de San Vicente. 
Posteriormente, de acuerdo a los DFL 8.582 y 8.583, del 30 de diciembre de 1927, el Departamento de Caupolicán se reorganiza, creándose las siguientes comunas:
- Rengo, comprendiendo las antiguas subdelegaciones: 1.a, Rengo; 2.a, La Isla; 3.a, Chanqueahue; 4.a, Pichiguao, y 8.a, Guacarhue.
- Requínoa, comprendiendo la parte de la antigua subdelegación 5.a, Requínoa, que queda comprendida dentro de los límites del departamento de Caupolicán. El territorio restante, correspondiente a la hoya hidrográfica del alto río Cachapoal, aguas arriba de su confluencia con el río Claro, pasó a pertenecer al Departamento de Rancagua.
- Olivar, comprendiendo las antiguas subdelegaciones: 6.a, Olivar, y 7.a, Coinco, y
- Pelequén, comprendiendo las antiguas subdelegaciones: 13.a, Malloa, y 14.a, Panquehue.

Según los mismos cuerpos legales las antiguas municipalidades de Zúñiga, Pichidegua y San Vicente, antes integrantes del Departamento de Caupolicán, pasaron a formar parte del nuevo departamento de Cachapoal, mientras que la subdelegación Huique pasó a integrar el Departamento de Santa Cruz.